# Parit Baru
Parit Baru is een bestuurslaag in het regentschap Kampar van de provincie Riau, Indonesië. Parit Baru telt 1130 inwoners (volkstelling 2010).